# Walker Mountains
Walker Mountains är ett berg i Antarktis. Det ligger i Västantarktis. Inget land gör anspråk på området. Toppen på Walker Mountains är 353 meter över havet.
Terrängen runt Walker Mountains är kuperad åt nordväst, men åt sydost är den platt. Trakten är obefolkad. Det finns inga samhällen i närheten.